# Johann Adam Göritz

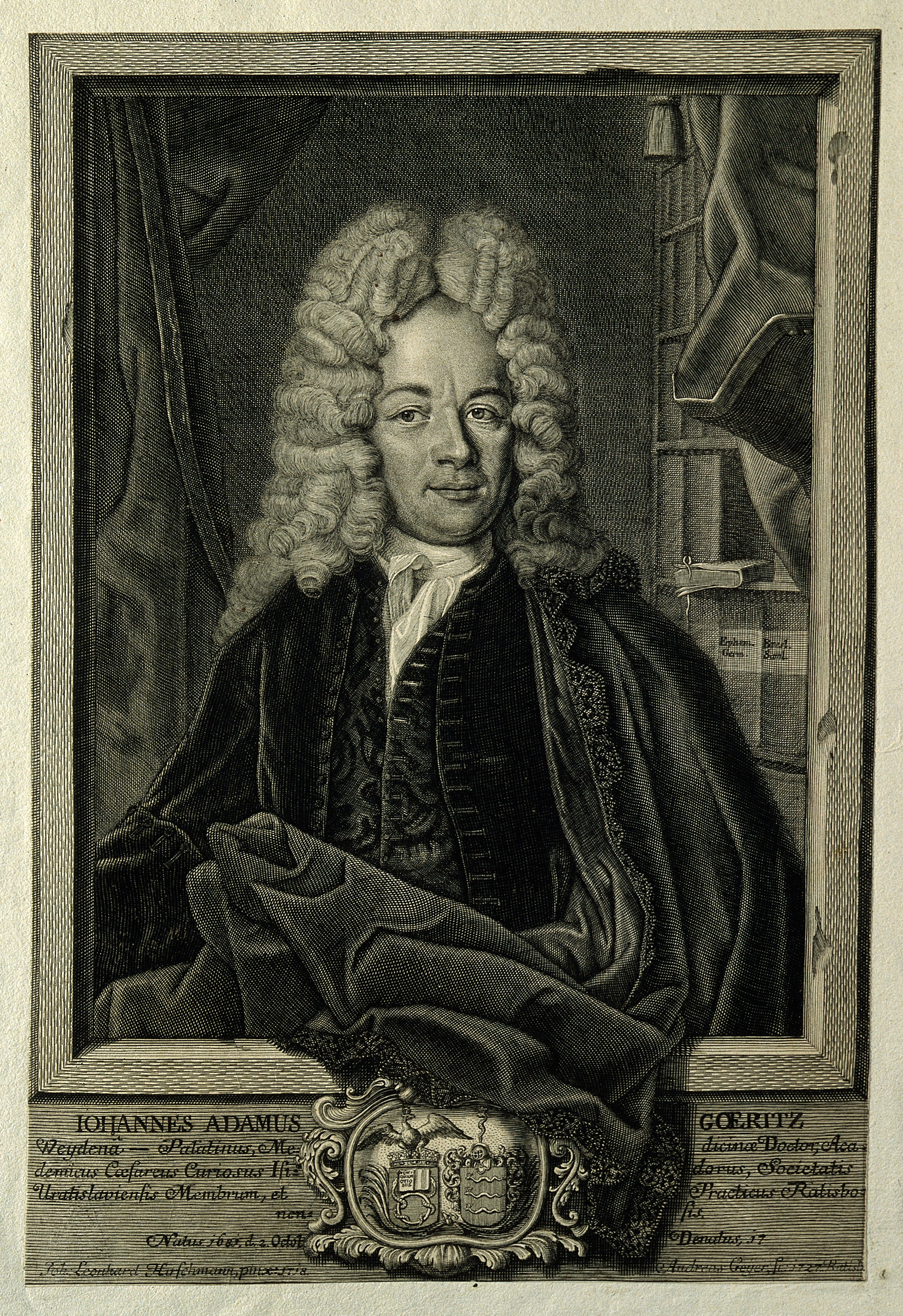
Johann Adam Goeritz. Line engraving by A. Geyer, 1727, after Wellcome V0002291

Johann Adam Göritz (* 2. Oktober 1681 in Weiden/Oberpfalz; † 17. Mai 1734 in Regensburg) war ein deutscher Mediziner und Mitglied der Gelehrtenakademie Leopoldina.
Johann Adam Göritz war Stadtarzt in Regensburg. Er forschte zum „Böhmischen Bitter-Wasser“.
Sein Sohn, Johann Göritz († 1747), wurde Stadtarzt in Straßburg. 
Am 24. März 1717 wurde Johann Adam Göritz mit dem akademischen Beinamen ISIDORUS I. als Mitglied (Matrikel-Nr. 326) in die Leopoldina aufgenommen.

## Veröffentlichungen
- Johann Adam Göritz, Medicinae Doctoris, Academici Curiosi und Practici in Regenspurg (1718): Nachrichten Von der Salbe in Gilead, Oder dem wahren Arabischen Balsam, Dessen zum öfftern in Heil. Göttlicher Schrifft gedacht wird, Opobalsamum von denen Medicis genannt. Darinn von dessen Ursprung, Art der Sammlung, Verfälschung und herrlichen Medicinischen Krafft, auch wie er innerlich und äusserlich mit Nutzen zu gebrauchen sey, gehandelt wird Digitalisat
- Johann Adam Göritz, Georg Wolfgang Wedel, Carl Ambrosius & Johann Adolph Wedel (1719): Dissertatio Inavgvralis Medica, De Paralysi Digitalisat
- Johann Adam Göritz, Medicinae Doctoris, Der Kayserlichen Leopoldinisch-Carolinischen, auch Breßlauischen Societaet Mitglied, und Practici in Regensburg (1726): Nachrichten von dem Böhmischen Bitter-Wasser. Darinnen, Von dessen Ursprung, Ursache seiner Bitterkeit, rechten Gebrauch, purgierenden Krafft, und nutzbaren Würckung in verschiedenen Kranckheit, gehandelt wird. Alles aus eigener Erfahrung aufgezeichnet, und dem nothleidenden Nächsten zum Besten durch den Druck mitgetheilt Digitalisat
- Johann Adam Göritz, Medicinae Doctoris, Der Käyserlichen Leopoldinisch-Carolinischen, auch Breßlauischen Societaet Mit-Glieds, und Practici in Regenspurg & Christoph Friedrich Zimmermann (1727): Nachrichten von dem Böhmischen Bitter-Wasser. Darinnen Von dessen Ursprung, Ursache seiner Bitterkeit, rechten Gebrauch, purgierenden Krafft und nutzbaren Würckung in verschiedenen Kranckheiten gehandelt wird. Alles aus eigener Erfahrung aufgezeichnet ...Digitalisat